# Józef Stós
Józef Stanisław Stós (ur. 15 marca 1921 w Okocimiu, zm. 14 czerwca 2016 w Krakowie) – polski architekt, działacz społeczny i kombatancki, więzień niemieckich obozów koncentracyjnych.

## Życiorys
W okresie dwudziestolecia międzywojennego był harcerzem. W trakcie polskiej wojny obronnej września 1939 służył jako ochotnik w Służbie Wojskowej Pomocniczej i dostał się do niewoli sowieckiej z której zdołał zbiec. Po powrocie w rodzinne strony został 3 maja 1940 aresztowany przez Niemców i osadzony w więzieniu w Tarnowie jako potencjalny sowiecki szpieg. 14 czerwca 1940 został deportowany w pierwszym transporcie więźniów politycznych do obozu Auschwitz-Birkenau (numer obozowy 752). Był również więźniem KL Sachsenhausen oraz KL Buchenwald. Podczas ewakuacji więźniów pokierował ucieczką ok. 50 osób. Po wojnie jako architekt pracował w różnych biurach projektowych. Był współzałożycielem Chrześcijańskiego Stowarzyszenia Rodzin Oświęcimskich oraz  Polskiej Unii Seniorów. Zmarł 14 czerwca 2016 w Narodowy Dzień Pamięci Ofiar Niemieckich Nazistowskich Obozów Koncentracyjnych i Obozów Zagłady. W momencie poprzedzającym śmierć był jednym z 7 ostatnich więźniów tarnowskiego transportu do KL Auschwitz.

## Wybrane odznaczenia
- Krzyż Komandorski Orderu Odrodzenia Polski (2000)[1]